# ポロイダル断面

ポロイダル断面（ポロイダルだんめん、英: Poloidal cross section）とは、トーラス形状（ドーナツ型）の垂直断面のことである。

## 解説
トカマク型核融合炉の設計などでトロイダル磁場やプラズマの位置形状を表現するのに使われる。